# Lình Huỳnh
Lình Huỳnh là một xã thuộc huyện Hòn Đất, tỉnh Kiên Giang, Việt Nam.

## Địa lý
Xã Lình Huỳnh có vị trí địa lý:
- Phía đông giáp xã Thổ Sơn
- Phía tây giáp Vịnh Thái Lan
- Phía nam giáp xã Thổ Sơn và Vịnh Thái Lan
- Phía bắc giáp xã Bình Sơn và thị trấn Hòn Đất.

Xã Lình Huỳnh có diện tích 32,96 km², dân số năm 2020 là 9.349 người, mật độ dân số đạt 284 người/km².

## Hành chính
Xã Lình Huỳnh được chia thành 4 ấp: Cây Chôm, Huỳnh Sơn, Lình Huỳnh, Vàm Biển.

## Lịch sử
Ngày 7 tháng 2 năm 2005, Chính phủ ban hành Nghị định 15/2005/NĐ-CP về việc thành lập xã Lình Huỳnh trên cơ sở 2.174,83 ha diện tích tự nhiên và 6.999 nhân khẩu của xã Thổ Sơn.